# 말레이시아인

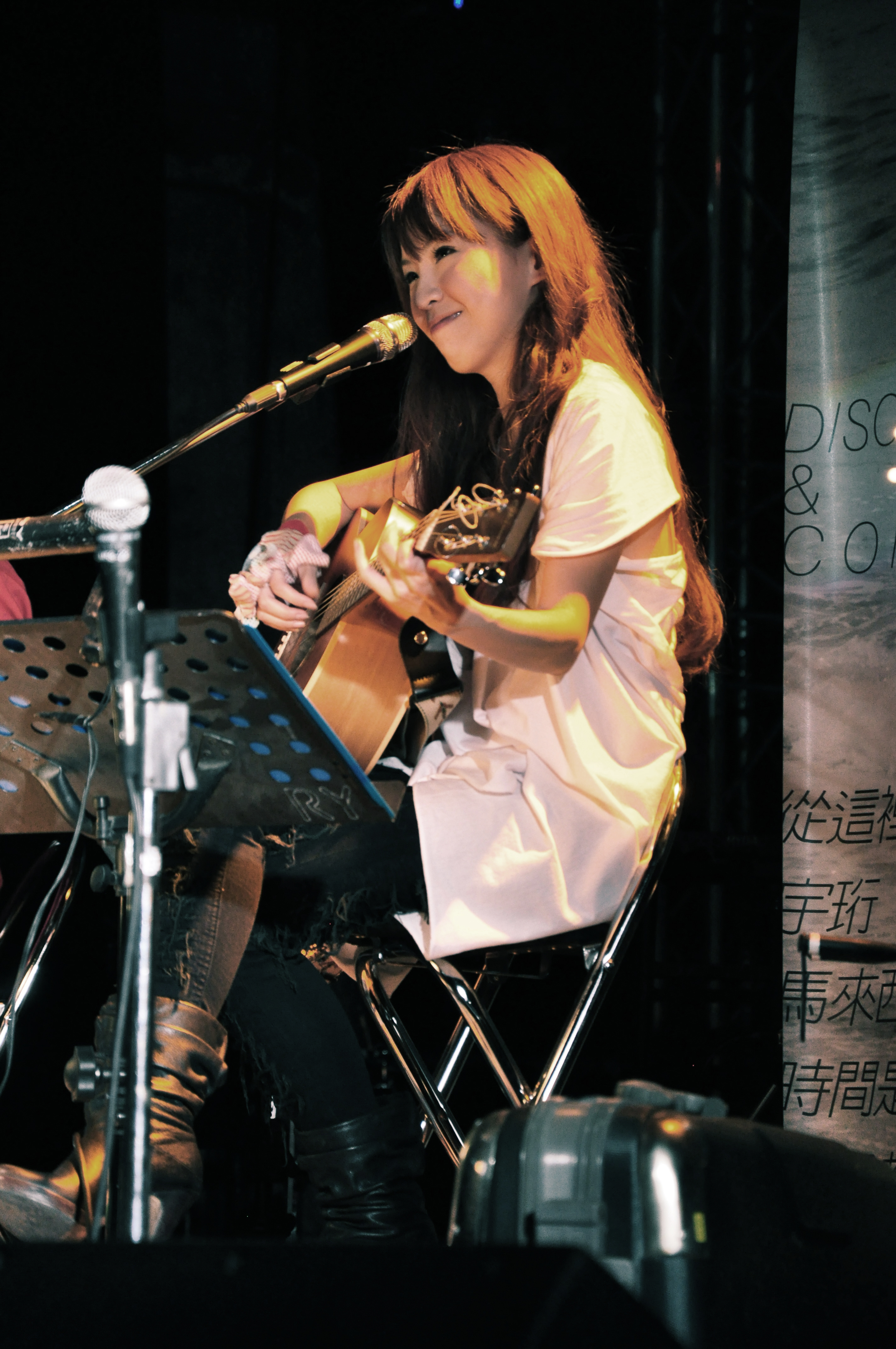
말레이시아인

말레이시아인은 말레이시아 국적을 가진 사람들을 말한다. 말레이족이 다수를 차지하며, 말레이시아 화인이 그 다음이다. 동말레이시아에는 카자단두순, 사마바자우인, 멜라나우족 등의 원주민도 살고 있으며, 말레이족이 아닌 서말레이시아의 원주민은 오랑 아슬리라고 한다.
부미푸트라 정책에 따라 원주민에게는 혜택이 부여된다.